# Swiss Indoors Basel 2010
Lo Swiss Indoors Basel 2010 è stato un torneo di tennis giocato su campi in cemento al coperto. È stata la 41ª edizione dell'evento conosciuto come Swiss indoors open o Davidoff Swiss Indoors, e apparteneva alla serie ATP World Tour 500 series dell'ATP World Tour 2010. Gli incontri si sono svolti a Basilea, in Svizzera, dal 1° al 7 novembre 2010.

## Partecipanti ATP

### Teste di serie
| Giocatore        | Nazionalità | Ranking* | Testa di serie |
| ---------------- | ----------- | -------- | -------------- |
| Roger Federer    | Svizzera    | 2        | 1              |
| Novak Đoković    | Serbia      | 3        | 2              |
| Tomáš Berdych    | Rep. Ceca   | 6        | 3              |
| Andy Roddick     | Stati Uniti | 9        | 4              |
| Marin Čilić      | Croazia     | 14       | 5              |
| John Isner       | Stati Uniti | 19       | 6              |
| Richard Gasquet  | Francia     | 27       | 7              |
| David Nalbandian | Argentina   | 29       | 8              |

- Le teste di serie sono basate sul ranking dell'18 ottobre 2010.

### Altri partecipanti
I seguenti giocatori hanno ricevuto una wild card per il tabellone principale: 
- Stéphane Bohli
- Marco Chiudinelli
- Radek Štěpánek

I seguenti giocatori sono passati dalle qualificazioni:

- Daniel Brands
- Robin Haase
- Jan Hájek
- Jarkko Nieminen

I seguenti giocatori sono stati ammessi al tabellone principale come lucky loser
- Karol Beck
- Tobias Kamke
- Paul-Henri Mathieu

## Campioni

### Singolare maschile
Roger Federer ha battuto in finale  Novak Đoković con il punteggio di 6–4, 3–6, 6–1
- È il quarto titolo a Basilea per Federer, e il quarto della stagione (65° in carriera).

### Doppio maschile
Bob Bryan /  Mike Bryan hanno battuto in finale  Daniel Nestor /  Nenad Zimonjić con il punteggio di 6–3, 3–6, [10-3]
- È il secondo titolo per i fratelli Bryan in questo torneo, l'undicesimo dell'anno.